# Internazionali di Francia 1926
Gli Internazionali di Francia 1926 (conosciuti oggi come Open di Francia o Roland Garros) sono stati la 31ª edizione degli Internazionali di Francia di tennis. Si sono svolti sui campi in terra rossa del Racing Club de France di Parigi in Francia.
Il singolare maschile è stato vinto da Henri Cochet, che si è imposto su René Lacoste in tre set col punteggio di 6–2, 6–4, 6–3. Il singolare femminile è stato vinto da Suzanne Lenglen, che ha battuto in due set Mary Kendall Browne. Nel doppio maschile si sono imposti Vincent Richards e Howard Kinsey. Nel doppio femminile hanno trionfato Suzanne Lenglen e Julie Vlasto. Nel doppio misto la vittoria è andata a Suzanne Lenglen in coppia con Jacques Brugnon.

## Seniors

### Singolare maschile
Henri Cochet ha battuto in finale  René Lacoste con il punteggio di 6–2, 6–4, 6–3.

### Singolare femminile
Suzanne Lenglen ha battuto in finale  Mary Kendall Browne con il punteggio di 6–1, 6–0.

### Doppio maschile
Vincent Richards /  Howard Kinsey hanno battuto in finale  Henri Cochet /  Jacques Brugnon con il punteggio di 6–4, 6–1, 4–6, 6–4.

### Doppio femminile
Suzanne Lenglen /  Julie Vlasto hanno battuto in finale  Evelyn Colyer /  Kitty McKane con il punteggio di 6–1, 6–1.

### Doppio misto
Suzanne Lenglen /  Jacques Brugnon hanno battuto in finale  Suzanne LeBesnerais /  Jean Borotra con il punteggio di 6–4, 6–3.